# 愛 (華視電視劇)
《愛》為中華電視公司於1990年12月11日至1991年3月1日播出之八點檔連續劇，共68集，製作單位是映畫傳播。本劇是突破行政院新聞局數十年來的語言政策，首部大量使用台語且混合使用兩種以上語言（國語與台語）的黃金時段連續劇，之後也深深影響其他友台開始拍攝此種題材，可謂是現今台語八點檔的先驅。另外，因其收視率極佳，集數一增再增，突破行政院新聞局自華視256集國語八點檔武俠連續劇《保鑣》後所設下的集數限制。

## 劇情大綱
該劇主要場景是1951年的「牛埔鎮」。牛埔鎮內的本省人與外省人，因語言等隔閡而產生猜忌、爭執與衝突等悲劇；最後，以人性的愛化解所有仇恨，成為一家人。

## 工作人員
- 製作人：郭建宏、郭宏亮
- 導演：李岳峰
- 演員：

劉德凱（飾　唐建國） 

金素梅（飾　丁月女） 

張瓊姿（飾　秦婉如） 

馬如風（飾　李來順） 

陳國鈞（飾　李吉、師公吉） 

賀軍政（飾　李來旺） 

花珮嵐（飾　愛嬌） 

吳鈴山（飾　丁康安） 

劉婉琳（飾　李寶惜） 

雷洪（飾　洪火旺） 

陳琪（飾　秦婉華） 

湯志偉（飾　秦建中） 

狄鶯（飾  李一純） 

張復建（飾  金克峰） 

楊澤中（飾  趙文虎） 

鄧志鴻（飾  鳥仔仙） 

陳啟峻（飾  報馬仔） 

文帥（飾  許醫師） 

李又麟（飾  萬金） 

蔡富貴（飾  小丑陳） 

黃炳輝（飾  進興） 

王綵華（飾  春秀） 

李威儀（飾  劉曉蘭） 

廖威凱（飾  秦克文） 

蘇育玄（飾  寧兒） 

王彩樺（飾  春秀） 

## 歌曲
- 主題曲：愛 演唱：陽帆
- 片尾曲：最後的戀人 演唱：金素梅
- 插曲：久別重逢 演唱：陽帆

## 資料來源
- 華視台史館·經典節目·連續劇·愛